# Cleopatra (film fra 1913)
 For alternative betydninger, se Cleopatra (flertydig). (Se også artikler, som begynder med Cleopatra)
Cleopatra er en italiensk stumfilm fra 1913 af Enrico Guazzoni.

## Medvirkende
- Gianna Terribili-Gonzales som Kleopatra
- Amleto Novelli som Marcantonio
- Ignazio Lupi som Augustus Caesar Ottaviano
- Elsa Lenard som Ottavia